# Polygonum shastense
Polygonum shastense är en slideväxtart som beskrevs av James Alexander Brewer och Asa Gray. Polygonum shastense ingår i släktet trampörter, och familjen slideväxter. Inga underarter finns listade i Catalogue of Life.